# Internationale antidrugsdag
Internationale antidrugsdag, werelddrugsdag of International Day against Drug Abuse and Illicit Trafficking is een dag waarop stil wordt gestaan bij de vele negatieve gevolgen van drugsgebruik en de strijd tegen illegale drugshandel. De dag werd door de Verenigde Naties (VN) vastgesteld op 26 juni. Vanaf 1988 wordt er jaarlijks op deze dag aandacht besteed aan de problemen met drugs. 
De datum 26 juni is door de VN gekozen, omdat tussen 3 en 25 juni 1839 de opiumvernietiging te Humen plaatsvond. De Qing ambtenaar Lin Zexu liet al het opium (drugs) in de omgeving verbranden als protest tegen de steeds groter wordende drugsverslavingsprobleem onder de Chinese bevolking. De opium (afkomstig van Brits-Indië) werd door de Britten naar China geëxporteerd en daar verkocht. Met de opbrengst kochten de Britten andere goederen als thee en porselein voor de Europese markt.
In Republiek China (Taiwan) wordt op 3 juni stil gestaan bij de drugsproblematiek en heet het 禁煙節.
Inmiddels worden er op 26 juni in ruim 100 landen tegenactiviteiten georganiseerd die aandacht vestigen op een humanere aanpak van de drugsproblematiek waarin consumenten niet langer gecriminaliseerd worden en volksgezondheid een belangrijke drijfveer is. 